# Comuna Ostrivka, Oceac
Ostrivka (în ucraineană Острівка) este o comună în raionul Oceac, regiunea Mîkolaiiv, Ucraina, formată din satele Cervone Parutîne, Matrosivka și Ostrivka (reședința).

## Demografie
Componența lingvistică a comunei Ostrivka
     Ucraineană (87,73%)
     Rusă (7,26%)
     Română (1,63%)
     Alte limbi (0,26%)
Conform recensământului din 2001, majoritatea populației comunei Ostrivka era vorbitoare de ucraineană (87,73%), existând în minoritate și vorbitori de rusă (7,26%), găgăuză (3%) și română (1,63%).